# Observatori Chamberlin

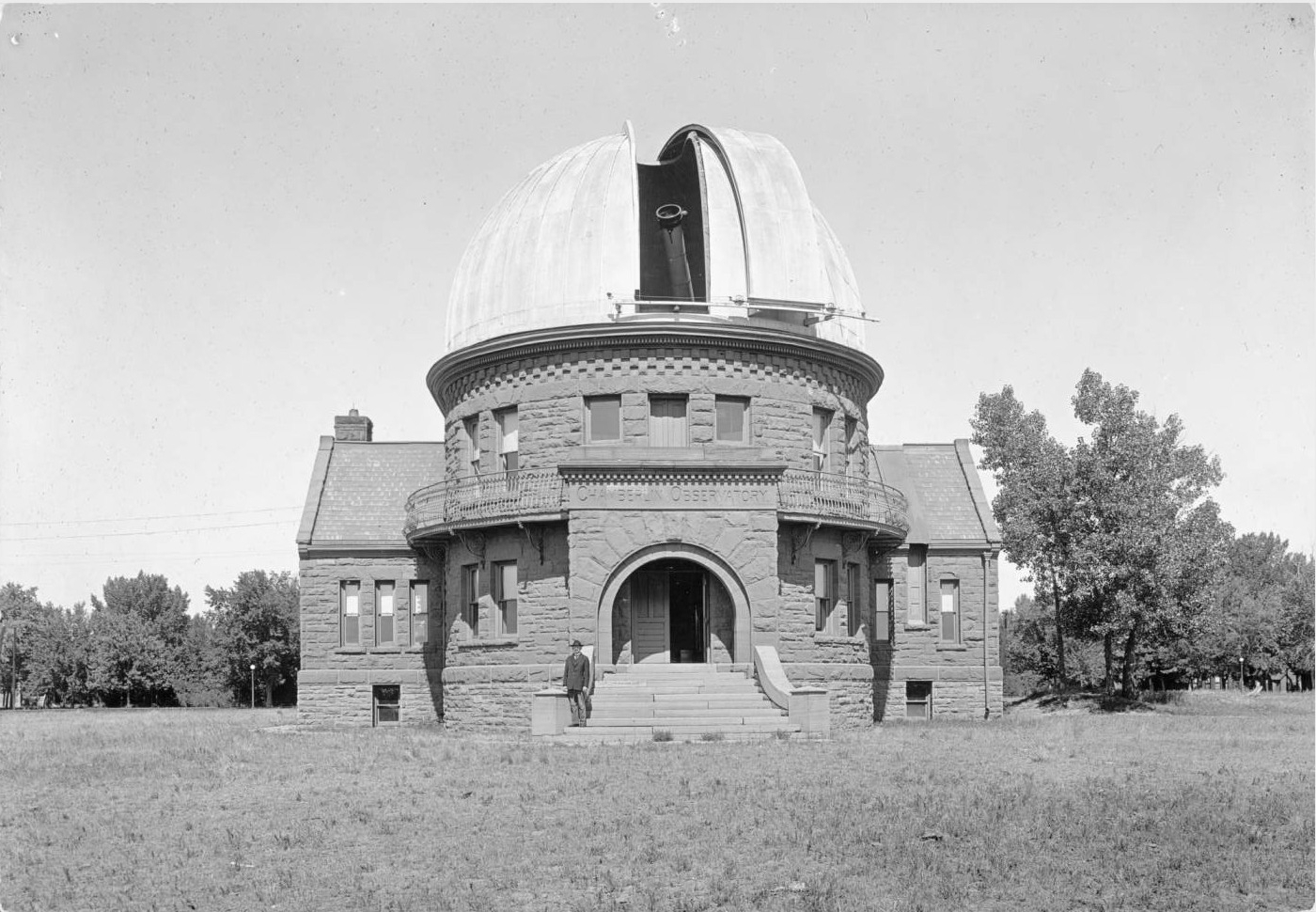
L'observatori Chamberlin (1900)

L'Observatori Chamberlin  és un observatori astronòmic propietat i operat per la Universitat de Denver. És troba a Denver, Colorado (EUA) dins el Observatory Park. És anomenat així per Humphrey B. Chamberlin, un magnat immobiliari de Denver que va donar 50,000$ l'any 1888 per construir i equipar-lo.
L'edifici de l'observatori va ser dissenyat per Robert S. Roeschlaub, amb els aspectes astronòmics i les funcions va dissenyar-les el Professor Herbert Alonzo Howe després que va visitar molts observatoris a l'est. Fou modelat seguint l'Observatori de Goodsell, a Carleton College, a Northfield, Minnesota, i construït de blocs de pedra sorrenca vermella. L'estructura Romànica inclou una rotonda central i sostre de volta. La construcció va començar l'any 1890.
La lent de 20 polzades de l'objectiu del telescopi refractor va ser fet per Alvan Clark & Sons, i el montatge va ser fet per George Nicholas Saegmuller. El muntatge es recolza en una columna de ferro fos, que és al seu torn el suport d'un moll de pedra. L'assemblea del telescopi va ser supervisada pel Professor Herbert Alonzo Howe. El telescopi va veure la primera llum l'any 1894.
A partir del 2011, la Societat Astronòmica de Denver (Denver Astronomical Society) organitza a l'observatori diversos esdeveniments oberts al públic cada mes. Com es troba localitzat en una àrea metropolitana gran, l'observatori és fortament afectat per la contaminació lumínica, el qual limita el seu ús en recerca científica.